# 島津隆子
島津 隆子（しまづ たかこ、1932年7月2日 - ）は、日本の作家。

## 人物・来歴
山梨県生まれ。本姓・森。東京都立荻窪高等学校卒。

## 著書
- 『実用・手紙文事典 手紙文のマナー・書式と目的別文例集』日本文芸社(舵輪ホームス)　1981
- 『金言名句を生かした祝辞・挨拶 冠婚葬祭のスピーチ傑作集』日本文芸社 1982.11
- 『春日局の生涯』三笠書房 1988 のち知的生きかた文庫
- 『歴史見学にやくだつ遺跡と人物』全10巻 ポプラ社 1992
- 『乱に咲く・日野富子』新人物往来社 1994.2
- 『新選組密偵・山崎烝』新人物往来社 1997.3 のち廣済堂文庫

## 参考
- 文藝年鑑2007